# Freddie Krivine Women's Tournament 2011
Il Freddie Krivine Women's Tournament 2011 è stato un torneo professionistico di tennis femminile giocato sul cemento. È stata la 1ª edizione del torneo, che fa parte dell'ITF Women's Circuit nell'ambito dell'ITF Women's Circuit 2011. Si è giocato a Netanya in Israele dal 24 al 30 ottobre 2011.

## Partecipanti

### Teste di serie
| Nazionalità | Giocatrice         | Ranking* | Testa di serie |
| ----------- | ------------------ | -------- | -------------- |
| Bulgaria    | Dia Evtimova       | 148      | 1              |
| Romania     | Mihaela Buzărnescu | 154      | 2              |
| Israele     | Julia Glushko      | 162      | 3              |
| Turchia     | Çağla Büyükakçay   | 208      | 4              |
| Romania     | Cristina Dinu      | 285      | 5              |
| Slovacchia  | Zuzana Luknárová   | 294      | 6              |
| Turchia     | Pemra Özgen        | 296      | 7              |
| Croazia     | Tereza Mrdeža      | 341      | 8              |

- Ranking al 17 ottobre 2011.

### Altre partecipanti
Giocatrici che hanno ricevuto una wild card:
- Rona Lavian
- Ester Masuri
- Valeria Patiuk
- Ekaterina Tour

Giocatrici che sono passate dalle qualificazioni:
- Shani Blecher
- Yanina Darishina
- Nikola Franková
- Ionela-Andreea Iova
- Libi Mesh
- Noy Mor
- Lee Or
- Margarita-Greta Skripnik
- Danielle Zinn (lucky loser)

## Campionesse

### Singolare
Dinah Pfizenmaier ha battuto in finale  Çağla Büyükakçay con il punteggio di 7–6(5), 4–6, 6–1

### Doppio
Çağla Büyükakçay /  Pemra Özgen hanno battuto in finale  Nicole Clerico /  Julia Glushko con il punteggio di 7–5, 6–3